# 加萊賽戰船

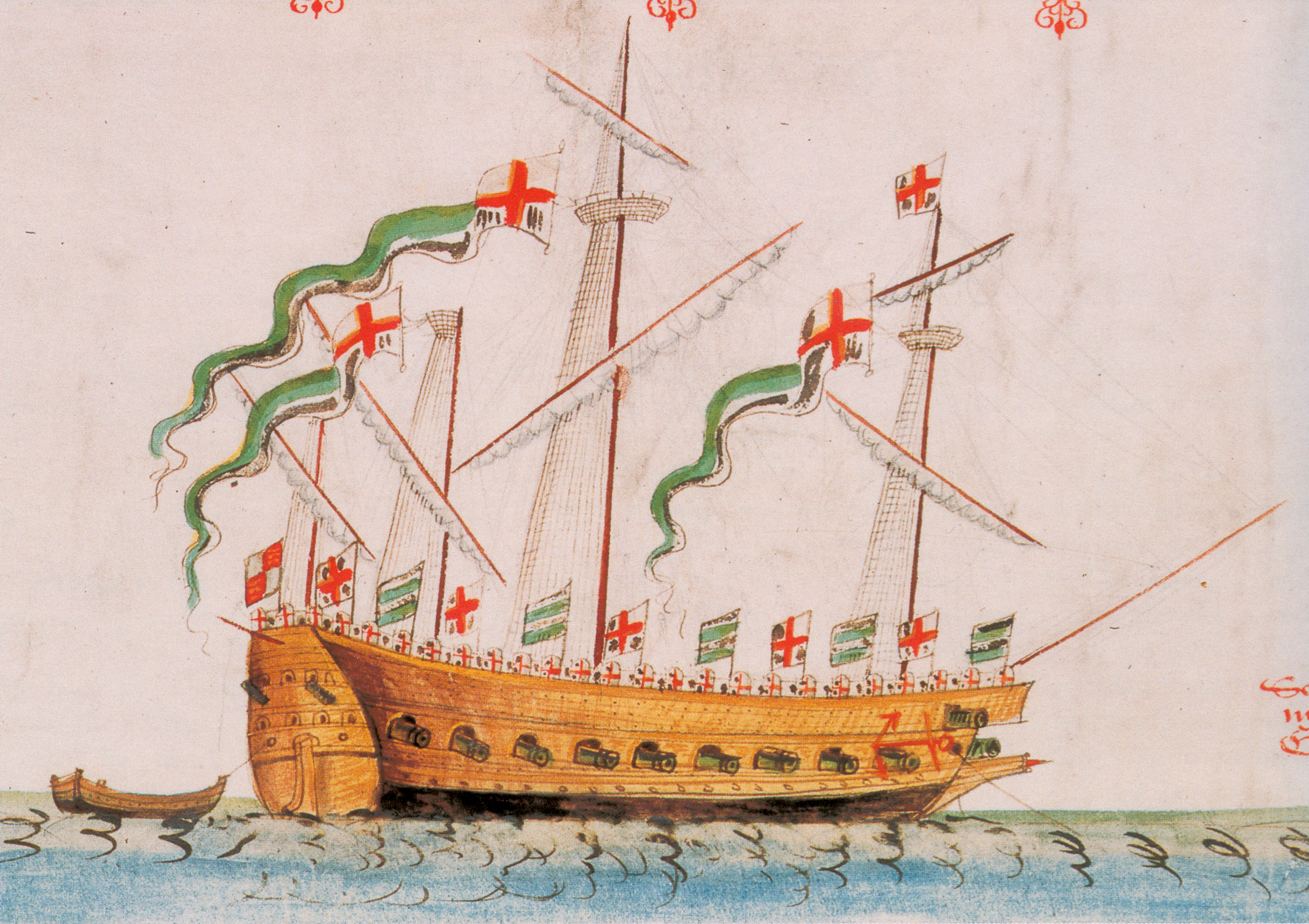
英国16世纪所使用的加莱赛级战船“羚羊号”

加莱赛型战船是一种主要由威尼斯人制造，在地中海使用的大型战船，在17世纪颇为流行。
加莱赛型战船的排水量可达600吨以上乃至接近1000吨，是一种划桨和风帆结合的大型战舰，需要数百名划桨手一同运作。通常这种船还会在船头和侧面安装几门火炮并能搭载数量可观的水手。
加莱赛型战船刚出现时，相对于当时常见的地中海船只来说是一个真正的巨无霸。其吃水深，可以很稳定的在地中海航行，数百名划桨手和风帆的结合提供优秀的动力，在发动攻击前它能用更大的火炮优先轰击敌船，而后让数量占绝对优势的水手进行接舷肉搏战歼灭其他小船数量极少的敌人。
加莱赛型战船虽然威力强大，但搭载大量人员和使用划桨使得其不适合远洋。随着风帆船的崛起以及炮战在海战中地位的提升，加莱赛型战船逐渐被淘汰出主流。